# Montagnes Little San Bernardino
Les montagnes Little San Bernardino (en anglais : Little San Bernardino Mountains) sont un chaînon de montagnes américain à la limite du comté de Riverside et du comté de San Bernardino, en Californie. Elles culminent à 1 773 mètres d'altitude à Quail Mountain. Elles sont en partie protégées au sein du parc national de Joshua Tree et de la Joshua Tree Wilderness.

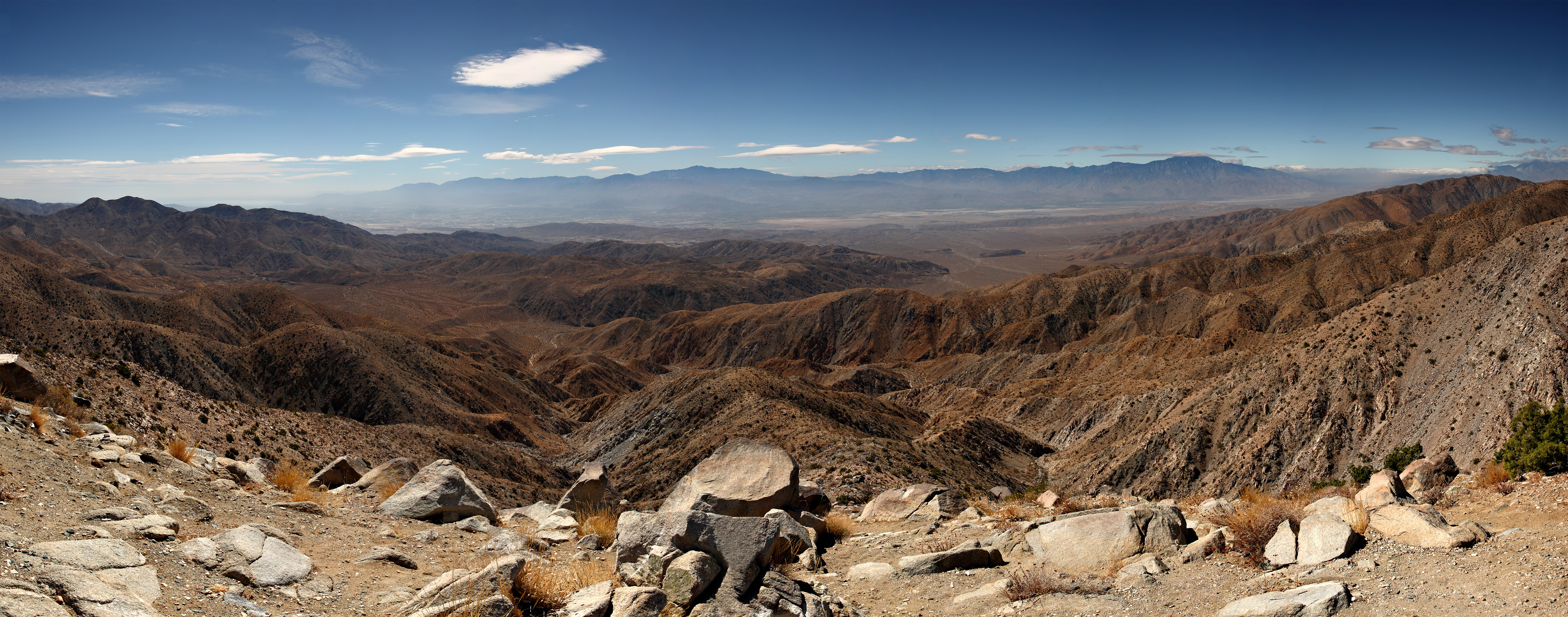
Vue en direction du sud depuis Keys View.